# (7826) Kinugasa
(7826) Kinugasa es un asteroide perteneciente al cinturón de asteroides descubierto el 2 de noviembre de 1991 por Atsushi Takahashi y el también astrónomo Kazuro Watanabe desde el Observatorio de Kitami, Hokkaidō, Japón.

## Designación y nombre
Designado provisionalmente como 1991 VO. Fue nombrado en honor a Sachio Kinugasa (1947-2018), jugador de béisbol profesional japonés que fue llamado el "Hombre de Hierro". De 1970 a 1987, jugó 2215 partidos sin interrupción, el récord mundial hasta que fue batido por Cal Ripken, Jr. de los Baltimore Orioles. A lo largo de sus 22 años de carrera profesional para el equipo Hiroshima Toyo Carp, tuvo 2543 hits, incluidos 504 jonrones. Posteriormente fue comentarista de televisión y periódico, así como profesor invitado en la Universidad de la Prefectura de Hiroshima.

## Características orbitales
Kinugasa está situado a una distancia media del Sol de 3,198 ua, pudiendo alejarse hasta 3,677 ua y acercarse hasta 2,720 ua. Su excentricidad es 0,150 y la inclinación orbital 5,420 grados. Emplea 2089,37 días en completar una órbita alrededor del Sol.
Pertenece a la familia de asteroides de (4) Vesta.

## Características físicas
La magnitud absoluta de Kinugasa es 14,23.  